# اینا گرگوری
اینا گرگوری (انگلیسی: Ena Gregory؛ ‏ ۱۸ آوریل ۱۹۰۷ – ۱۳ ژوئن ۱۹۹۳) بازیگر اهل استرالیا و ایالات متحده آمریکا بود.
از فیلم‌هایی که وی در آن‌ها نقش داشته‌است، می‌توان به لباس راحت ساحلی، زب در مقابل پاپریکا، هزینهٔ پست، داداش‌های زیر چانه‌ای، نزدیک دوبلین، دل‌های منجمد، روپرت اهل هی ها، جویندگان طلا، اسمیتی، شادی مادر، دامن‌های اسکاتلندی کوتاه و فضاهای کاملاً باز اشاره نمود.